# Bert Bakker
Lambertus Jozef (Bert) Bakker (n. 3 aprilie 1912, Huizum⁠(d), Provincia Frizia, Țările de Jos – d. 19 septembrie 1969, Ilpendam⁠(d), Waterland, Olanda de Nord, Țările de Jos) a fost un scriitor și editor neerlandez din Țările de Jos. El a scris studii literare, două romane, poezii, cărți pentru copii. În perioada celui de-al Doilea Război Mondial a fost implicat în Rezistența Olandeză și a contribuit la publicarea ziarului clandestin Vrij Nederland. După război, el a fondat o editură în nume propriu; nepotul său, numit tot Bert Bakker, a condus compania până în 1993. În anul 1953, el a fondat revista literară Maatstaf, pe care a publicat-o până în 1969. El (împreună cu colegul său editor Geert van Oorschot) a fost descris ca o „legendă vie” în industria editorială neerlandeză, sprijinind și publicând autori ca Adriaan Roland Holst, Martinus Nijhoff, Gerrit Achterberg și Neeltje Maria Min.

## Cărți
- Au revoir (1934, poezii)
- De spannende zomer van Botte Spoelstra (1935, carte pentru copii)
- Drijfzand (1935, roman)
- Een held op sokken (1935, carte pentru copii)
- Reizigers (1935)
- Sjefs eerste luchtreis (1935, carte pentru copii)
- Ieder is alleen (1937, roman)
- A. Roland Holst (1958)
- S. Vestdijk (1958)
- J. Slauerhoff (1961)
- Pierre Kemp (1961)
- Anna Blaman (1966)